# سكان المملكة المتحدة

الهرم السكاني في عام 2014

هذه المقالة هي عن الملامح الديموغرافية للسكان في المملكة المتحدة، بما في ذلك الكثافة السكانية، والعرق، ومستوى التعليم، والصحة من الوضع، الجماهير الاقتصادية، والانتماءات الدينية والجوانب الأخرى من السكان.
وفقا لتعداد عام 2011، من مجموع السكان في المملكة المتحدة حوالي 63100000، وثالث أكبر بلد في الاتحاد الأوروبي (ألمانيا وفرنسا وراء العاصمة) و22 أكبر شركة في العالم الكثافة السكانية الشاملة هي واحدة من أعلى المعدلات في العالم في 660 شخصا في الميل المربع، وذلك بسبب الكثافة السكانية العالية لا سيما في انكلترا (أكثر من 1000 شخص في الوقت الراهن لكل ميل مربع). ما يقرب من ثلث السكان يعيشون في في جنوب شرق إنجلترا، وهو يغلب عليه الطابع الحضري والضواحي، مع نحو 7.8 مليون شخص في العاصمة لندن، والكثافة السكانية التي هي أقل بقليل من 13000 لكل ميل مربع. معدل في المملكة المتحدة لمحو الأمية مرتفعة للغاية (99٪) يعزى إلى التعليم العام وعرض عالمي للمرحلة الابتدائية في عام 1870 (اسكتلندا عام 1872، مجانا 1890)، والمرحلة الثانوية في عام 1900. يتوجب على الآباء والأمهات أطفالهم تعليما من الذين تتراوح أعمارهم بين 5 و 16 (مع التشريع الذي تم تمريره إلى رفع هذا إلى 18)، ويمكن الإستمرار في التعليم مجانا في شكل مستويات، والتدريب المهني أو التلمذة الصناعية إلى سن 18 عاما. حوالي 40٪ من الطلاب البريطانيين على الذهاب إلى التعليم ما بعد الثانوي (18 +). ويمثل كنيسة انكلترا وكنيسة اسكتلندا وظيفة مثل الكنائس الوطنية في بلدانهم، ولكن كل الديانات الرئيسية في العالم وجدت في المملكة المتحدة.
عدد السكان في المملكة المتحدة هو في الغالب البريطاني الأبيض. كونها تقع على مقربة من أوروبا القارية، فإن البلدان التي شكلت في المملكة المتحدة تخضع لكثير من الغزوات والهجرات، وخاصة من الدول الإسكندنافية والقارة، بما في ذلك الاحتلال الروماني لعدة قرون. تاريخيا، كان يعتقد أن الشعب البريطاني إلى أن ينحدر أساسا من أسهم العرقية المختلفة التي استقرت هناك قبل القرن 11th، قبل لسلتيك، وسلتيك الاسكتلندي، الأنجلو سكسونية، ونورمان الفايكنك. حملت علم الوراثة ستيفن اوبنهايمر من وجود بحوث واسعة من الجزر البريطانية، وجدت أن تدفق سلتيك والأنجلو سكسونية، لم يكن لها أثر يذكر، مع غالبية تتبع العرق البريطاني مرة أخرى من الهجرة القديمة الآيبيرية العصر الحجري القديم، يمثل الآن من قبل الباسك ذلك أن 75 ٪ من سكان بريطانيا الحديثة يمكن (نظريا) أسلافها يعود 15,000 سنة. على الرغم من أن تحدث جزئيا لغات سلتيك في اسكتلندا، كورنوال، وأيرلندا الشمالية، واللغة السائدة هي اللغة الإنجليزية عموما. في شمال غرب ويلز، ويتحدث على نطاق واسع الويلزية كلغة أولى، ولكن أقل من ذلك بكثير في اللغة الإنجليزية أكثر من يهيمن جنوب شرق البلاد.

## التاريخ
ثلاث مجموعات من الإحصاءات الديمغرافية هي مفيدة للحكومات وغيرها من الجهات المعنية مع استقرار بلدانهم السياسية والاقتصادية. الأول هو سردا لعدد من السكان تتميز حسب العمر والجنس، والاحتلال. والثاني ينطوي على سجل متواصل من الاتجاهات السكانية من تسجيل الولادات والزواج والدفن. والثالث هو توثيق لمدى الهجرة الداخلية والخارجية.

### انكلترا وويلز
قبل عام 1900، كان لإنجلترا أن أيا من هذه باستثناء التسجيل المدني للمواليد، والزواج، والدفن وحاول لفترة وجيزة في إطار الكومنولث (1653-1660)، ومبادرة أكثر قصير الأجل من نفس النوع في عام 1694 في اتصال مع محاولة رفع ضريبة بمناسبة كل زواج، ولادة، وفيما عدا الموت فقراء المعدمين. في ذلك الوقت، وقدم المصدر الرئيسي للمعلومات عن التركيبة السكانية عن طريق تسجيل أبرشية التعميد والزواج والدفن التي وقعت في كنائس الرعية، واستكملت المعلومات حول الوفيات في الفواتير من الوفيات التي صدرت عن بعض المدن الكبيرة ومن الاستدلالات المستمدة من تهم مختلفة من دافعي الضرائب. ويركز المقال على إمكانية الاعتماد على نظام تسجيل الضيقة، والطريقة التي تم استغلالها من قبل الدولة التي تقاس ضد أهداف الدولة لإنشائها في 1538. وقد تحققت هذه الأهداف نادرا. بحلول نهاية القرن 18، وسجلات الرعية تقصر عن توفير نظام وطني للتسجيل. ليست لديها سجلات في أي وقت وفرت التفاصيل المطلوبة للسماح للتحقق من العمر، وأصل مباشر، أو الحق في الميراث. لم يجر استخدامها كوسيلة لزيادة الإيرادات إلا لفترة وجيزة بين 1694 و 1705. وعلاوة على ذلك، كانت الكنيسة الانجليكانية متراخية للغاية حول إنفاذ اللوائح الخاصة بها فيما يتعلق الوقت المناسب لتسجيل التعميد، الدفن، والزواج.
ويمكن قياس قدرة نظام تسجيل لتحقيق هذه الأهداف الأصلية من حيث اتساع نطاق التغطية ونوعية المعلومات المقدمة. ويمكن تقسيم كل فئة من فئات أخرى. على سبيل المثال، يمكن تعريف اتساع نطاق التغطية لتشمل السرعة التي الأبرشيات في جميع أنحاء البلاد وبدأت في تسجيل التعميد والزواج والدفن، والنسبة المئوية للسكان الذين حيوي أحداث ذهب غير المسجلة حتى في الأبرشيات التي تثبت سجلات، وأكمل نجاح شاغلي وchurchwardens في الحفاظ على السجلات من قبل أسلافهم. ويمكن تقييم جودة التسجيل على أساس كمية المعلومات المقدمة عن الأفراد المذكورين في السجلات، والتي بقدر ما تكون المعلومات قد قدمت في شكل موحد في جميع أنحاء البلاد، ووضوح العرض (سواء كانت سجلات منفصلة للالتعميد، تمت المحافظة على الزواج، والدفن). ويمكن أيضا أن دقة العمل الذي اضطلع به رجال الدين الضيقة كموظفين غير المدفوعة للدولة في توفير ريكمان مع مجاميع من التعميد والزواج والدفن يتم تقييمها. والآن كل واحد من هذه الجوانب تعتبر بدورها قبل أن يتم الشروع في ذلك تقييم الفعالية العامة لنظام التسجيل. لم تعليمات كرومويل لفترة وجيزة تأسيس نظام التسجيل لم يحدد أي نوع من كتاب السجل كان من المقرر أن تقدم. ليس بشكل غير طبيعي، واختار معظم الأبرشيات لاستخدام ورقة بدلا من أحب، ولكن أكثر دواما الرق. في عام 1597، وجدت الدعوة من رجال الدين والأساقفة، ورئيس أساقفة كانتربري في مقاطعة من الضروري طلب نسخ المخطوطات من جميع مداخل من الورق القديم السجلات والإرشادات التي تم إصدارها قريبا في 1603.
وقد نظمت أول تعداد الذي عقد في جميع أنحاء المملكة المتحدة في عام 1801. بدأت إنجلترا وويلز والتسجيل المدني للمواليد، والزواج، وحالة وفاة في 1837. وقد أدرج أول محاولة من جانب الدولة لجمع الإحصاءات المتعلقة بالهجرة في تعداد عام 1841.

### المملكة المتحدة
خلال الثورة الصناعية، وزيادة متوسط العمر المتوقع للأطفال بشكل كبير. انخفضت نسبة الأطفال الذين ولدوا في لندن الذين لقوا حتفهم قبل سن الخامسة من 74.5 في الألف في 1730-1749 إلى 31.8 في الألف عام 1810-1829. ووفقا لروبرت هيوز في شاطئ فادح، فإن عدد سكان إنجلترا ووارتفعت ويلز، التي ظلت ثابتة بمبلغ 6 ملايين 1700-1740، بشكل كبير بعد عام 1740.
أول تعداد عام 1801 كشف أن عدد سكان بريطانيا العظمى كانت 10.5 مليون. في عام 1800 عدد سكان أيرلندا وكان بين 4.5 و 5.5 مليون نسمة.
فرز 1841 المملكة المتحدة تعداد السكان في انكلترا وويلز أن تكون 15900000. وكان عدد السكان في أيرلندا 8200000 في عام 1841. ويبلغ عدد سكان اسكتلندا وكان 2.6 مليون شخص.
تسببت في المجاعة الكبرى الأيرلندية، والتي بدأت في 1840s، في وفاة مليون شخص أيرلندي، وتسبب أكثر من مليون إلى الهجرة. قداس هجرة أصبحت راسخة نتيجة للمجاعة والسكان استمرت في الانخفاض حتى وقت متأخر من في القرن 19.
وكان عدد سكان إنجلترا تضاعف تقريبا من 16.8 مليون في عام 1851 حتى 30500000 في عام 1901. انخفض عدد السكان في أيرلندا بسرعة، من 8.2 مليون في عام 1841 إلى أقل من 4.5 مليون في عام 1901.

## عدد السكان
بلغ عدد سكان المملكة المتحدة في تعداد عام 2001 58789194. وضع هذا وقد ارتفع منذ ذلك الحين إلى 60587300 وفقا لتقديرات منتصف عام 2006 من قبل مكتب الإحصاءات الوطنية. وتشير التقديرات الحالية (منتصف 2010) عدد السكان في البلاد في أقرب إلى 63 مليون نسمة.
|      | متوسط عدد السكان (/ 1000) | ولادة حية | وفيات   | التغير الطبيعي | معدل المواليد الخام (لكل 1,000) | معدل الوفيات الخام (لكل 1,000) | التغير الطبيعي (لكل 1,000) | معدلات الخصوبة |
| ---- | ------------------------- | --------- | ------- | -------------- | ------------------------------- | ------------------------------ | -------------------------- | -------------- |
| 1960 | 52,164                    | 918,286   | 604,592 | 313,694        | 17.5                            | 11.5                           | 6.0                        | 2.71           |
| 1961 | 52,589                    | 944,365   | 635,507 | 308,858        | 17.9                            | 12.0                           | 5.9                        | 2.80           |
| 1962 | 53,049                    | 975,635   | 632,951 | 342,684        | 18.3                            | 11.9                           | 6.4                        | 2.88           |
| 1963 | 53,458                    | 990,160   | 654,300 | 335,860        | 18.5                            | 12.2                           | 6.3                        | 2.91           |
| 1964 | 53,807                    | 1,014,672 | 610,508 | 404,164        | 18.8                            | 11.3                           | 7.5                        | 2.95           |
| 1965 | 54,170                    | 992,275   | 627,567 | 369,708        | 18.3                            | 11.5                           | 6.8                        | 2.86           |
| 1966 | 54,496                    | 979,587   | 644,193 | 335,394        | 17.9                            | 11.8                           | 6.1                        | 2.77           |
| 1967 | 54,800                    | 961,700   | 620,385 | 341,315        | 17.5                            | 11.3                           | 6.2                        | 2.68           |
| 1968 | 55,086                    | 947,231   | 652,135 | 295,099        | 17.2                            | 11.8                           | 5.4                        | 2.61           |
| 1969 | 55,337                    | 920,258   | 661,509 | 258,749        | 16.6                            | 11.9                           | 4.7                        | 2.50           |
| 1970 | 55,546                    | 903,907   | 652,817 | 251,090        | 16.2                            | 11.7                           | 4.5                        | 2.43           |
| 1971 | 55,780                    | 901,650   | 644,042 | 257,608        | 16.1                            | 11.5                           | 4.6                        | 2.41           |
| 1972 | 56,012                    | 833,993   | 679,211 | 154,782        | 14.9                            | 12.1                           | 2.8                        | 2.20           |
| 1973 | 56,159                    | 779,545   | 664,722 | 114,823        | 13.9                            | 11.8                           | 2.1                        | 2.04           |
| 1974 | 56,229                    | 737,138   | 666,393 | 70,745         | 13.1                            | 11.9                           | 1.2                        | 1.92           |
| 1975 | 56,230                    | 697,518   | 661,803 | 35,715         | 12.4                            | 11.8                           | 0.6                        | 1.81           |
| 1976 | 56,220                    | 675,526   | 680,096 | -4,570         | 12.0                            | 12.3                           | -0.3                       | 1.74           |
| 1977 | 56,203                    | 657,038   | 656,042 | 996            | 11.7                            | 11.7                           | 0.0                        | 1.68           |
| 1978 | 56,183                    | 686,952   | 668,747 | 18,205         | 12.2                            | 11.9                           | 0.3                        | 1.75           |
| 1979 | 56,209                    | 734,572   | 672,641 | 61,931         | 13.1                            | 12.0                           | 1.1                        | 1.86           |
| 1980 | 56,284                    | 753,708   | 659,862 | 93,846         | 13.4                            | 11.7                           | 1.7                        | 1.89           |
| 1981 | 56,343                    | 730,836   | 658,524 | 72,312         | 13.0                            | 11.7                           | 1.3                        | 1.82           |
| 1982 | 56,324                    | 719,155   | 662,801 | 56,354         | 12.8                            | 11.8                           | 1.0                        | 1.78           |
| 1983 | 56,301                    | 721,467   | 659,101 | 62,366         | 12.8                            | 11.7                           | 1.1                        | 1.77           |
| 1984 | 56,362                    | 729,617   | 644,918 | 84,699         | 12.9                            | 11.4                           | 1.5                        | 1.76           |
| 1985 | 56,481                    | 750,728   | 670,656 | 80,072         | 13.2                            | 11.8                           | 1.4                        | 1.79           |
| 1986 | 56,618                    | 754,982   | 660,465 | 94,517         | 13.3                            | 11.6                           | 1.7                        | 1.78           |
| 1987 | 56,743                    | 775,617   | 644,342 | 131,275        | 13.6                            | 11.3                           | 2.3                        | 1.81           |
| 1988 | 56,860                    | 787,556   | 649,185 | 138,371        | 13.8                            | 11.4                           | 2.4                        | 1.82           |
| 1989 | 56,996                    | 777,825   | 657,733 | 119,552        | 13.6                            | 11.5                           | 2.1                        | 1.79           |
| 1990 | 57,156                    | 798,612   | 641,799 | 156,813        | 13.9                            | 11.2                           | 2.7                        | 1.83           |
| 1991 | 57,338                    | 792,506   | 646,181 | 146,325        | 13.7                            | 11.2                           | 2.5                        | 1.82           |
| 1992 | 57,511                    | 780,799   | 634,288 | 146,561        | 13.5                            | 10.9                           | 2.6                        | 1.79           |
| 1993 | 57,649                    | 761,526   | 657,852 | 103,674        | 13.1                            | 11.3                           | 1.8                        | 1.76           |
| 1994 | 57,788                    | 750,480   | 627,637 | 122,843        | 12.9                            | 10.7                           | 2.2                        | 1.74           |
| 1995 | 57,943                    | 731,882   | 645,493 | 86,389         | 12.5                            | 11.0                           | 1.5                        | 1.71           |
| 1996 | 58,094                    | 733,163   | 636,024 | 97,139         | 12.6                            | 10.9                           | 1.7                        | 1.73           |
| 1997 | 58,239                    | 726,622   | 629,746 | 96,876         | 12.5                            | 10.8                           | 1.7                        | 1.73           |
| 1998 | 58,394                    | 716,889   | 629,172 | 87,717         | 12.8                            | 10.8                           | 1.8                        | 1.71           |
| 1999 | 58,579                    | 699,979   | 632,062 | 67,917         | 11.9                            | 10.8                           | 1.1                        | 1.68           |
| 2000 | 58,785                    | 679,029   | 608,366 | 70,663         | 11.5                            | 10.3                           | 1.2                        | 1.64           |
| 2001 | 58,999                    | 669,123   | 602,268 | 66,855         | 11.3                            | 10.2                           | 1.1                        | 1.63           |
| 2002 | 59,217                    | 668,777   | 606,214 | 62,563         | 11.3                            | 10.2                           | 1.5                        | 1.65           |
| 2003 | 59,437                    | 695,549   | 611,185 | 84,364         | 11.7                            | 10.3                           | 1.4                        | 1.71           |
| 2004 | 59,699                    | 715,996   | 583,082 | 132,914        | 12.0                            | 9.7                            | 2.3                        | 1.77           |
| 2005 | 60,059                    | 722,549   | 582,663 | 139,886        | 12.0                            | 9.7                            | 2.3                        | 1.79           |
| 2006 | 60,409                    | 748,563   | 572,224 | 176,339        | 12.4                            | 9.4                            | 3.0                        | 1.85           |
| 2007 | 60,781                    | 772,245   | 574,687 | 197,558        | 12.7                            | 9.4                            | 3.3                        | 1.90           |
| 2008 | 61,191                    | 794,383   | 579,697 | 214,686        | 12.9                            | 9.4                            | 3.5                        | 1.96           |
| 2009 | 61,595                    | 790,204   | 559,617 | 230,587        | 12.8                            | 9.1                            | 3.7                        | 1.94           |
| 2010 | 62,026                    | 807,272   | 561,666 | 245,606        | 13.0                            | 9.0                            | 4.0                        | 1.98           |
| 2011 | 62,476                    | 807,778   | 552,232 | 255,546        | 12.9                            | 8.8                            | 4.1                        | 1.97           |

| بلد              | عدد السكان (2010) | نسبة مئوية (2010) | نسبة مئوية (2010) |
| ---------------- | ----------------- | ----------------- | ----------------- |
| إنجلترا          | 51,809,700        | 83.8              |                   |
| اسكتلندا         | 5222100           | 8,4               |                   |
| ويلز             | 3006400           | 4,8               |                   |
| أيرلندا الشمالية | 1789000           | 3,0               |                   |
| المملكة المتحدة  | 61827200          | 100               |                   |

الهرم السكاني في عام 2010

(1 يوليو تقديرات عدد السكان عام 2006 من قبل الإحصاءات الوطنية في المملكة المتحدة)
هناك 11 مدينة التي يتجاوز 300000 نسمة، حيث أن هذه لندن، برمنغهام، غلاسغو، ليدز، شفيلد، ليفربول، مانشستر، أدنبرة، بريستول، كارديف وكوفنتري. مدن المناطق الحضرية مع ما يزيد على 300000 نسمة وتشمل نوتنغهام، ليستر، برايتون، بلفاست، ساوثامبتون، بورتسموث ونيوكاسل تاين.
مستويات السكان في مواعيد التعداد والتعديلات المتوسط سنويا(بالآلاف)
| المملكة المتحدة | عدد السكان في بداية الفترة | شامل التغير السنوي | ولادة | وفيات | التغير الطبيعي | صافي الهجرة والتغيرات الأخرى |
| --------------- | -------------------------- | ------------------ | ----- | ----- | -------------- | ---------------------------- |
| 1901 – 1911     | 38,237                     | 385                | 1,091 | 624   | 467            | -82                          |
| 1911 – 1921     | 42,082                     | 195                | 975   | 689   | 286            | -92                          |
| 1921 – 1931     | 44,027                     | 201                | 824   | 555   | 268            | -67                          |
| 1931 – 1951     | 46,038                     | 213                | 793   | 603   | 190            | 22                           |
| 1951 – 1961     | 50,225                     | 258                | 839   | 593   | 246            | 12                           |
| 1961 – 1971     | 52,807                     | 312                | 962   | 638   | 324            | -12                          |
| 1971 – 1981     | 55,928                     | 42                 | 736   | 666   | 69             | -27                          |
| 1981 – 1991     | 56,357                     | 108                | 757   | 655   | 103            | 5                            |
| 1991 – 2001     | 57,439                     | 161                | 731   | 631   | 100            | 61                           |
| 2001 – 2008     | 59,113                     | 324                | 722   | 588   | 134            | 191                          |

### العمر هيكل
وكانت الأكثر عددا سن سنة خمس مجموعات (في تعداد عام 2001) مجموعة لمدة 5 سنوات ولدت في السنوات 1946-1951 (في مرحلة ما بعد الحرب العالمية الثانية طفرة المواليد)، وازدهار المواليد ولدوا جيلا في وقت لاحق في 1966-1971 (في أكبر مجموعة من كافة)؛. وطفرة أكثر تواضعا جيلا بعد أن ولدت في 1986-1991. المجموعة 1946-1951 يصل إلى سن التقاعد ابتداء من عام 2006 (النساء والرجال من عام 2006 من 2011)، والزيادة المفاجئة في عدد الأشخاص الذين يدعون أدى معاش الدولة السياسيين والمعلقين السياسيين للخوف من «أزمة معاشات التقاعد».
لا للفئات العمرية موزعة بالتساوي في مختلف أنحاء البلاد، مع وجود بعض المناطق الشباب والأطفال كثير وبعض المناطق وجود أعداد كبيرة من كبار السن.

المخطط الدائري ويبين النسب المئوية للهيكل العمري في جميع أنحاء المملكة المتحدة.

| الفئة العمرية | عدد السكان | عدد السكان | %    |
| الفئة العمرية | ذكر        | أنثى       | %    |
| ------------- | ---------- | ---------- | ---- |
| 0–14          | 5,560,489  | 5,293,871  | 18.0 |
| 15–64         | 20,193,876 | 19,736,516 | 66.3 |
| 65+           | 4,027,721  | 5,458,235  | 15.7 |

### الخصوبة
في عام 2008 كان معدل في المملكة المتحدة الخصوبة الكلي (TFR) 1.96 طفل لكل امرأة، أقل من معدل الإحلال، والتي في المملكة المتحدة هو 2.075. وفي عام 2001، ومعدل الخصوبة الإجمالي وكان عند مستوى قياسي منخفض من 1.63، ولكن ذلك زيادة في كل عام منذ ذلك الحين. كان معدل الخصوبة الإجمالي أعلى بكثير خلال «ازدهار المواليد» في 1960s، وتبلغ ذروتها في 2,95 طفلا لكل امرأة في عام 1964. وفي عام 2010 وإنجلترا وويلز ارتفع معدل الخصوبة الإجمالي إلى 2.00. معدل الخصوبة الإجمالي في انكلترا في عام 2009 كان 1.96. في اسكتلندا لكن معدل الخصوبة الإجمالي هو أقل: في عام 2009 كان 1,77. كان لايرلندا الشمالية على أعلى معدل الخصوبة الإجمالي في عام 2009، على 2.04، في ويلز وكان معدل الخصوبة الإجمالي 1.93.
ومعدل الخصوبة الإجمالي للمقيمين البريطانيين يختلف أيضا حسب بلد الميلاد. في انكلترا وويلز في عام 1996، كان الأشخاص الذين ولدوا في المملكة المتحدة 1 معدل الخصوبة الإجمالي من 1.67، 2.21 الهند وباكستان وبنغلاديش 4.90، على سبيل المثال.
الإحصاءات لعام 2010 ولادة حية في انكلترا وويلز:
- وكان معدل الخصوبة الكلية 2.00
- ولدت 46.8٪ من الأطفال إلى الأمم المتحدة النساء المتزوجات
- وكان متوسط (المتوسط) عمر الأم عند الولادة 29.5 سنة
- وولد 48٪ من جميع الأطفال الذين تتراوح أعمارهم بين 30 إلى الأمهات وأكثر من
- ولدت 25.1٪ من الأطفال المولودين لأمهات خارج المملكة المتحدة

آخر الإحصاءات:
- وسجلت 64.4٪ من الأطفال الذين ولدوا في انكلترا وويلز في عام 2005 كما البريطاني الأبيض.[27]
- في اسكتلندا، في 2007، كان 78.4٪ من الولادات الحية للأمهات ولدوا في اسكتلندا، 9.2٪ للأمهات ولدت في إنجلترا، 1.6٪ في بولندا، 1.1٪ في باكستان، 0.9٪ أيرلندا الشمالية، وألمانيا 0.7٪، الهند 0.6٪، 0.5 أيرلندا٪، ودول أخرى 6.9٪[28]
- في عام 2009، في انكلترا وويلز، كان 25٪ من الولادات لنساء تحت سن 25 سنة، في حين أن 20٪ من الولادات كانت لنساء وأكثر من 35[29]
- وكان 51٪ من الأطفال الذين ولدوا في عام 2010 في أيرلندا الشمالية إلى الأمهات الذين تتراوح أعمارهم بين 30 أو أكثر من[30]
- وكانت 6٪ من الأطفال الذين ولدوا في اسكتلندا في عام 2010 لأمهات تقل أعمارهم عن 20 و 18٪ للأمهات 20-24، 27٪ للأمهات 25-29، و 28٪ للأمهات 30-34 و 16٪ للأمهات 35-39، 4٪ لتصل إلى الأمهات وأكثر من 40[31]
- ولدت 50.2٪ من الأطفال الذين ولدوا في اسكتلندا في عام 2010 إلى الأمهات غير المتزوجات[31]
- في انكلترا وويلز، في عام 2009، من النساء المولودات في عام 1964: 20٪ لم يكن لديك أي الأطفال و 12٪ لديها 1 طفل، 38٪ زيارتها 2 الأطفال؛ 19٪ لديها 3 أطفال، و 10٪ تلقى 4 + أطفال[32]

## العرق

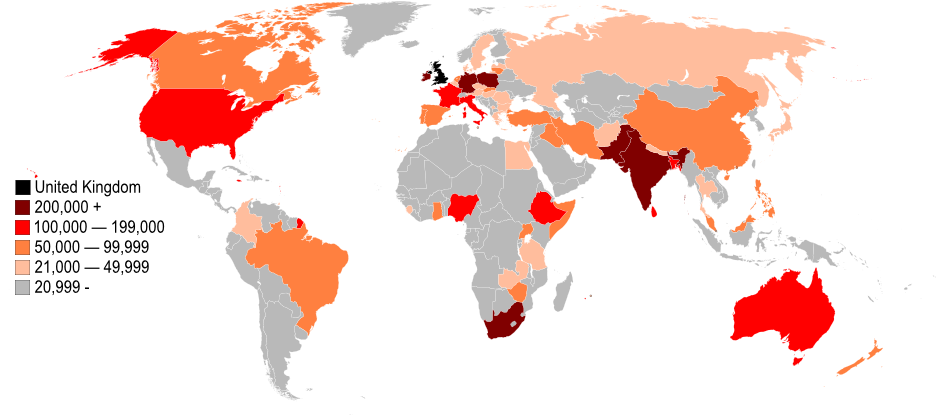
يقدر عدد السكان المولودين في الخارج من قبل الدولة التي ولدت في أبريل 2007 - مارس 2008

يقدر عدد السكان المواطنين الأجانب حسب بلد الجنسية، نيسان 2007 - مارس 2008

من المملكة المتحدة تعداد عام 2001:
| جماعة عرقية                                    | عدد السكان | % من إجمالي* |
| ---------------------------------------------- | ---------- | ------------ |
| الأبيض البريطاني                               | 50366497   | 85,67٪       |
| الأبيض (أخرى)                                  | 3096169    | 5.27٪        |
| الهندي                                         | 1053411    | 1.8٪         |
| الباكستاني                                     | 977285     | 1.6٪         |
| الأبيض الأيرلندية                              | 691232     | 1.2٪         |
| سباق مختلط                                     | 677117     | 1.2٪         |
| أسود البحر الكاريبي                            | 565876     | 1.0٪         |
| الأفريقي الأسود                                | 485277     | 0.8٪         |
| بنجلاديش                                       | 283063     | 0.5٪         |
| آسيوية أخرى (غير صينية)                        | 247644     | 0.4٪         |
| الصينية                                        | 247403     | 0.4٪         |
| اخرى                                           | 230615     | 0.4٪         |
| أسود (الآخرين)                                 | 97585      | 0.2٪         |
| * النسبة المئوية من مجموع سكان المملكة المتحدة |            |              |

## الدين
الدين التقليدي في المملكة المتحدة هو المسيحية. في انكلترا إنشاء كنيسة هي كنيسة إنجلترا (الأنجليكانية). في اسكتلندا، وتعتبر كنيسة اسكتلندا (الكنيسة المشيخية) باسم «كنيسة وطنية» ولكن ليس هناك كنيسة المعمول بها. في ويلز لا توجد كنيسة المعمول بها، مع الكنيسة في ويلز بعد أن حلت في عام 1920. وبالمثل، في أيرلندا الشمالية وحلت كنيسة أيرلندا في عام 1871. في أيرلندا الشمالية وكذلك في أجزاء من اسكتلندا، وهناك الانقسام الطائفي بين الكاثوليكية والطوائف البروتستانتية.
ويبين الجدول أدناه بيانات التعداد الأخير (2001) بشأن الدين:
| الدين           | عدد        | %     |
| --------------- | ---------- | ----- |
| المسيحيين       | 42079000   | 71.6٪ |
| لا دين          | 9104000    | 15.5٪ |
| مسلم            | 1591000    | 2.7٪  |
| الهندوس         | 559000     | 1.0٪  |
| السيخ           | 336000     | 0.6٪  |
| اليهود          | 267000     | 0.5٪  |
| البوذية         | 152000     | 0.3٪  |
| دين آخر         | 179000     | 0.3٪  |
| غير مبين        | 4289000    | 7.3٪  |
| الدينية المجموع | 45,163,000 | 76.8% |

المخطط الدائري ويبين الأديان في المملكة المتحدة.

اختار كثير من الناس بدلا من اختيار واحد من الأديان المحددة التي تقدم على شكل تعداد عام 2001، أن يكتب في دينهم. وتم تكليف بعض من هذه الديانات إلى واحدة من الديانات الرئيسية المقدمة، في الغالب داخل الجماعة المسيحية.
في انكلترا وويلز، ينتمي الناس إلى 151000 الجماعات الدينية التي لا تندرج في أي من الديانات الرئيسية. وكان أكبر هذه الروحيين (32,000) والوثنيون (31000)، تليها جاين (15,000)، يكا (7000)، معتنق (5000) والبهائية (5000) والزرادشتية (4000).
على الرغم من أن تعداد عام 2001 كما سجلت 390000 جيدي فارس ثانية، مما يجعل جدي رابع أكبر «الدين» في المملكة المتحدة، وهذا لا يضفي عليها أي اعتراف رسمي. في الواقع، تم تصنيف جميع العائدات مع «فارس جدي» بأنها «لا دين»، جنبا إلى جنب مع مؤمن، ملحد، ثني، وأولئك الذين تكتك «دولة أخرى» ولكن لم يكتب في أي الدين.
ومكتب الإحصاءات الوطنية مسح من 450000 البريطانيين في عام 2010 أكد أن 71٪ من المسيحيين، و 4٪ من مسلم و 21٪ تفتقر إلى الانتماء الديني.

## لغات

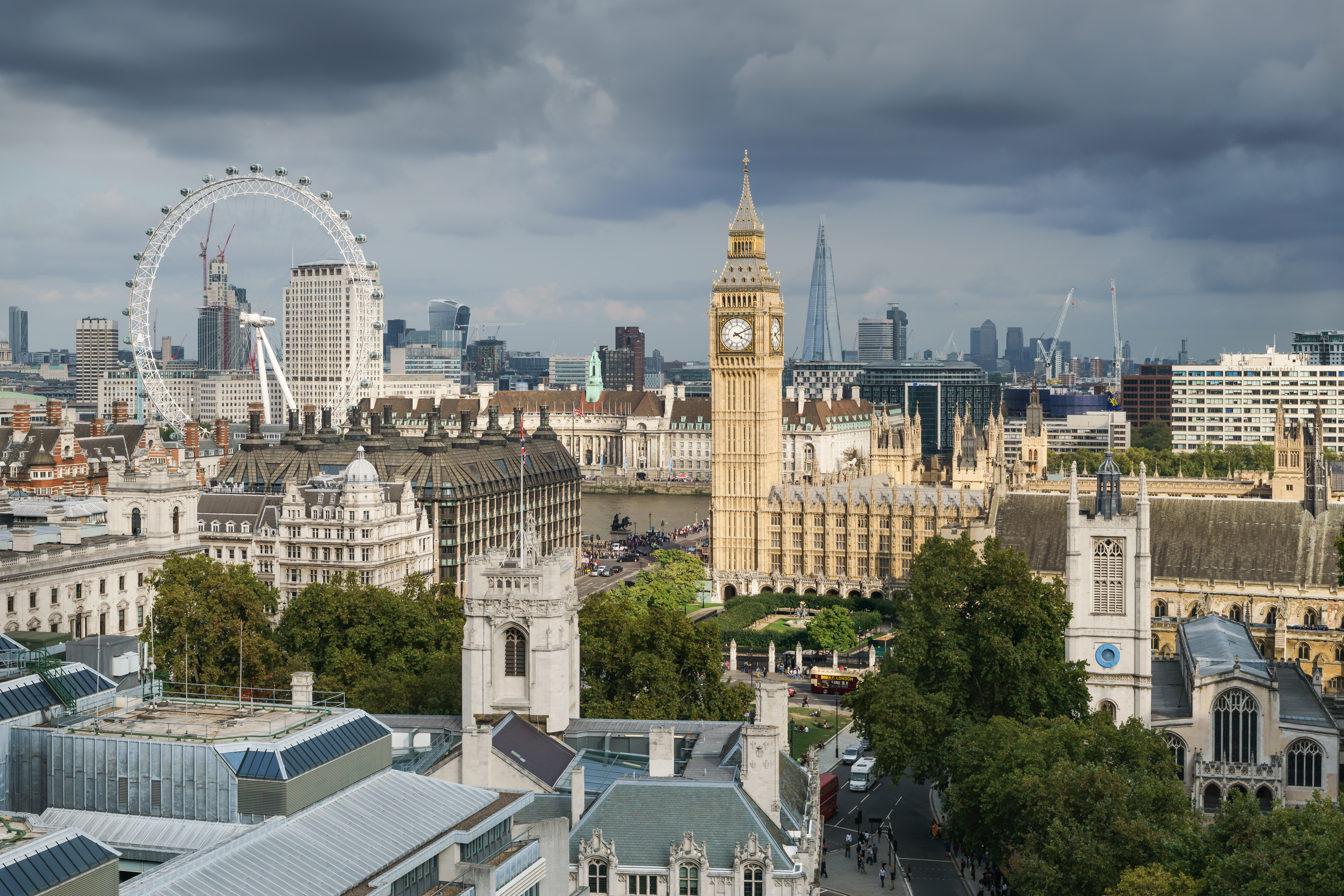
قصر ويستمنيستر

المملكة المتحدة - واللغ الرسمية لها هي الإنجليزية. اللغة السائدة، التي يتحدث كلغة أولى بنسبة 95٪ من السكان، هي اللغة الإنجليزية. ويتحدث الاسكتلنديين بنحو 500,000 شخص في اسكتلندا و 30,000 في أيرلندا الشمالية، حيث يطلق عليه الستر الأسكتلندية. ويتحدث الويلزية بنحو 600,000 شخص. واللغة الاسكتلندية، الغيلية بنحو 60000 مكبرات الصوت، ومعظمها في اسكتلندا. ويتحدث كورنيش بنحو 2500 شخص. ويتحدث الأيرلندية بنحو 106844 المتحدثين في أيرلندا الشمالية. الأقلية البولندية في المملكة المتحدة تقدر أكثر من 600,000 شخص معظمهم يتحدثون البولندية في المنزل، والبولنديين هم أساسا البولندي المولد المهاجرين إلى المملكة المتحدة لعدة أسباب: أولا أن المملكة المتحدة تتوفر فيها فرص العمل. ثانيا أن مستوى المعيشة في بريطانيا أفضل بكثير من هو في بولندا. ثالثا وأخيرا أن الرواتب الموظفين عامة أعلى به (ما يصل إلى أربع أضعاف) من بولندا. على الرغم من أن العديد من هؤلاء الذين استقروا في بريطانيا بعد الحرب العالمية الثانية ونسلهم. ويتحدث اللغة الفرنسية في جزر القنال. لغة الإشارة البريطانية شائع أيضا.

## التعليم

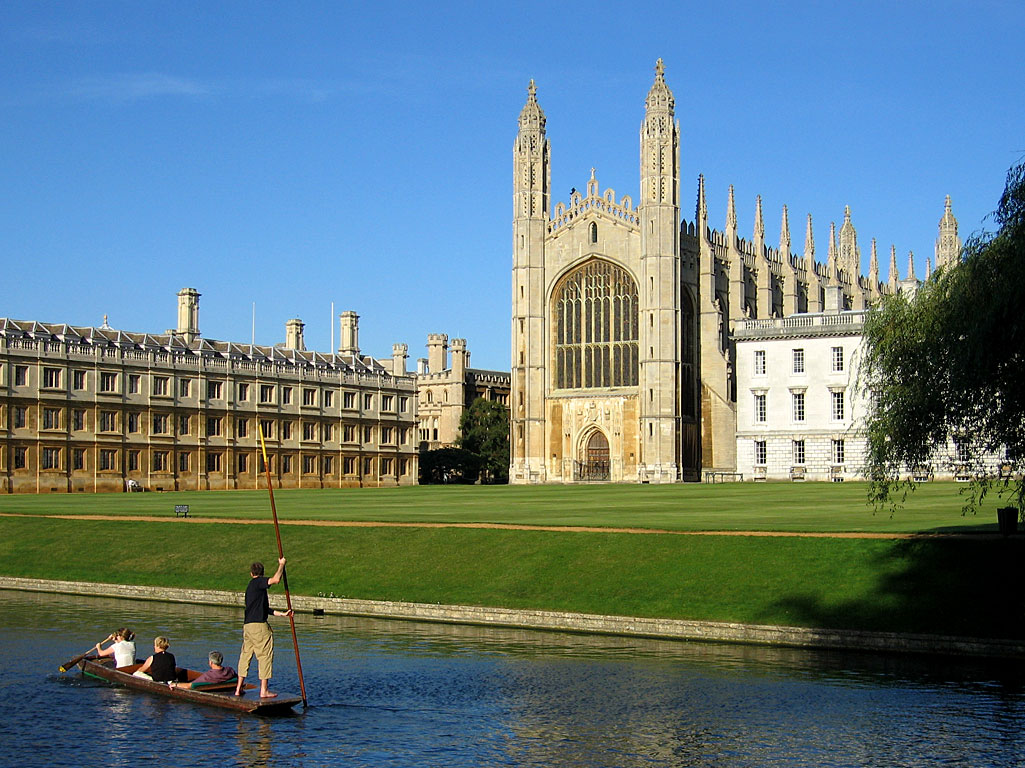
كلية الملك، جامعة كامبريدج

كل بلد في المملكة المتحدة لديها نظام تعليم منفصل، مع السلطة على مسائل التعليم في اسكتلندا وويلز وأيرلندا الشمالية التي آلت ملكيتها.
وزير الدولة لشؤون التربية والتعليم وزير الدولة لشؤون الإبداع والجامعات والمهارات هي المسؤولة أمام البرلمان في المملكة المتحدة من أجل التعليم في انكلترا، وعلى الرغم من أن الإدارة اليومية وتمويل المدارس الحكومية تقع على عاتق سلطات التعليم المحلية. وقدم عالمية التعليم في انكلترا وويلز لمستوى التعليم الابتدائي في عام 1870 والمرحلة الثانوية في عام 1900. التعليم إلزامي من سن 5-16 (15 إذا ولدت في أواخر يوليو تموز أو آب). يتم تعليم معظم الأطفال في الدولة وقطاع المدارس، ونسبة صغيرة فقط من الذي حدد على أساس القدرة الأكاديمية. على الرغم من انخفاض في الأرقام الحقيقية، وارتفعت نسبة الأطفال في انكلترا المدارس الخاصة إلى أكثر من 7٪. أكثر من النصف بقليل من الطلاب في الجامعات الرائدة في كامبردج واكسفورد قد حضر المدارس التابعة للدولة. مدارس الدولة التي ويسمح لاختيار التلاميذ وفقا للاستخبارات والأكاديمية القدرة يمكن أن تحقق نتائج مماثلة لنتائج المدارس الخاصة أكثر انتقائية: للخروج من المدارس العشرة الأوائل أداء من حيث النتائج GCSE في عام 2006 كانا المدارس الثانوية التي تديرها الدولة. إنجلترا لديها بعض من أفضل الجامعات في العالم مع كامبريدج، أكسفورد، ولندن في المرتبة من بين أعلى 20 في THES 2007 - QS الجامعة الترتيب العالمي.

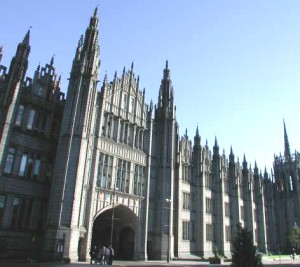
كلية ماريشال، جامعة أبردين

في اسكتلندا، وأمين مجلس الوزراء للتعليم والتعلم مدى الحياة مسؤولة أمام البرلمان الاسكتلندي للتعليم، مع الإدارة اليومية وتمويل المدارس الحكومية هي مسؤولية السلطات المحلية. تشريع اسكتلندا الأول لتوفير التعليم الشامل في 1696. نسبة الأطفال في المدارس الخاصة اسكتلندا حضور ما يزيد قليلا على 4٪ على الرغم من انه كان يرتفع ببطء في السنوات الأخيرة. ألغيت. الإسكتلندي الطلاب الذين يلتحقون بالجامعات الإسكتلندي دفع الرسوم الدراسية ولا تهم الوقف الدراسات العليا والرسوم في عام 2001 وألغيت خريج الوقف مخطط في عام 2008.
الجمعية الوطنية لويلز لديه المسؤولية عن التعليم في ويلز. يتم تعليم عدد كبير من الطلاب في ويلز سواء كليا أو إلى حد كبير من خلال وسيلة الويلزية والدروس في اللغة هي إلزامية لجميع حتى سن 16 عاما. هناك خطط لزيادة توفير المدارس المتوسطة الويلزية كجزء من سياسة وجود تماما ثنائي اللغة ويلز.
في أيرلندا الشمالية الجمعية هي المسؤولة عن التعليم في أيرلندا الشمالية على الرغم من ويدير مسؤولية على المستوى المحلي من قبل مجالس التعليم والمكتبة 5 تغطي مناطق جغرافية مختلفة.

## توقعات
بحلول عام 2050، ومن المتوقع أن عدد السكان في المملكة المتحدة لتصل إلى 77 مليون شخص بسبب التوقعات المحددة في عام 2010. هذا من شأنه أن يجعل من هذا البلد الأكثر سكانا في أوروبا، مع ألمانيا وفرنسا في الثاني والثالث على التوالي. في عام 2012، وتبين التقارير أن بحلول عام 2035 23٪ من السكان سوف يكون فوق 65 سنة، وأن متوسط أعمار ستكون 42,2 سنة، أي بزيادة من 39.7 سنة الحالية. وهذا الرقم وضع المملكة المتحدة كما أدنى 5 متوسط عمر السكان في الاتحاد الأوروبي، على الرغم من كونها حاليا واحدة من أسرع شيخوخة السكان في العالم. ويستند إلى حد كبير التغيير في كونها واحدة من أصغر السكان في أوروبا على مستويات الهجرة المرتفعة وطفرة المواليد الحديثة.
| السنة | مجموع السكان | السكان العمر 75+ | السكان العمر 75+ |
| ----- | ------------ | ---------------- | ---------------- |
| 2015  | 64.8 المليون | 5.4 المليون      | 8.33%            |
| 2020  | 67.2 المليون | 6.1 المليون      | 9.08%            |
| 2025  | 69.4 المليون | 7.3 المليون      | 10.52%           |
| 2030  | 71.4 المليون | 8.1 المليون      | 11.34%           |
| 2035  | 73.2 المليون | 8.9 المليون      | 12.16%           |
| 2050  | 77 المليون   | 9 المليون        | 11.69%           |
| 2070  | 82 المليون   | 11-12 المليون    | 13.41 إلى 14.63% |